# Ann Sophie
Ann Sophie Dürmeyer (Londen, 1 september 1990) is een Duitse zangeres.

## Biografie
Ann Sophie werd op 1 september 1990 geboren in de Britse hoofdstad Londen uit Duitse ouders. Op jonge leeftijd keerde het gezin terug naar Hamburg. Sinds haar vierde volgt ze ballet. In 2010 deed ze haar abitur en trok vervolgens naar New York, alwaar ze studeerde aan het Lee Strasberg Theatre and Film Institute.
In 2012 bracht ze haar eerste single uit, getiteld Get over yourself. Haar grote doorbraak kwam er echter pas in 2015, toen ze deelnam aan Unser Song für Österreich, de Duitse preselectie voor het Eurovisiesongfestival. Als een van de tien onbekende artiesten mocht ze deelnemen aan de kwalificatieronde, die ze won. Tijdens de nationale finale wist ze met het nummer Black smoke door te dringen tot de eindstrijd met Andreas Kümmert. Deze laatste won uiteindelijk de finale met 78,7% van de stemmen. Echter, Kümmert gaf aan dat hij niet in staat was Duitsland te vertegenwoordigen op het Eurovisiesongfestival, daar hij vond dat Ann Sophie beter geschikt was. Hij gaf zijn overwinning dus uit handen, waarna Ann Sophie uitgeroepen werd tot winnares. Zij vertegenwoordigde aldus Duitsland op het Eurovisiesongfestival 2015 in de Oostenrijkse hoofdstad Wenen. Ze kreeg hier 0 punten, en werd samen met gastland Oostenrijk laatste.
In 2021 deed ze mee aan The Voice of Germany. Ze behaalde de halve finale.
1956: Freddy Quinn + Walter Andreas Schwarz · 
1957: Margot Hielscher · 
1958: Margot Hielscher · 
1959: Alice & Ellen Kessler · 
1960: Wyn Hoop · 
1961: Lale Andersen · 
1962: Conny Froboess · 
1963: Heidi Brühl · 
1964: Nora Nova · 
1965: Ulla Wiesner · 
1966: Margot Eskens · 
1967: Inge Brück · 
1968: Wenche Myhre · 
1969: Siw Malmkvist · 
1970: Katja Ebstein · 
1971: Katja Ebstein · 
1972: Mary Roos · 
1973: Gitte · 
1974: Cindy & Bert · 
1975: Joy Fleming · 
1976: Les Humphries Singers · 
1977: Silver Convention · 
1978: Ireen Sheer · 
1979: Dschinghis Khan · 
1980: Katja Ebstein · 
1981: Lena Valaitis · 
1982: Nicole · 
1983: Hoffmann & Hoffmann · 
1984: Mary Roos · 
1985: Wind · 
1986: Ingrid Peters · 
1987: Wind · 
1988: Maxi & Chris Garden · 
1989: Nino de Angelo · 
1990: Chris Kempers & Daniel Kovac · 
1991: Atlantis 2000 · 
1992: Wind · 
1993: Münchener Freiheit · 
1994: Mekado · 
1995: Stone & Stone · 
1997: Bianca Shomburg · 
1998: Guildo Horn & Die Orthopädischen Strümpfe · 
1999: Sürpriz · 
2000: Stefan Raab · 
2001: Michelle · 
2002: Corinna May · 
2003: Lou · 
2004: Max · 
2005: Gracia · 
2006: Texas Lightning · 
2007: Roger Cicero · 
2008: No Angels · 
2009: Alex Swings Oscar Sings · 
2010: Lena Meyer-Landrut · 
2011: Lena Meyer-Landrut · 
2012: Roman Lob · 
2013: Cascada · 
2014: Elaiza · 
2015: Ann Sophie · 
2016: Jamie-Lee Kriewitz · 
2017: Levina · 
2018: Michael Schulte · 
2019: S!sters · 
2021: Jendrik Sigwart · 
2022: Malik Harris · 
2023: Lord of the Lost · 
2024: Isaak · 
2025: Abor & Tynna
- Gemeinsame Normdatei: 1073873749
- International Standard Name Identifier: 0000 0004 5122 1153
- MusicBrainz: 8dc2bbd3-8b66-4099-b001-9ad8760e2c33
- Virtual International Authority File: 316876021
- WorldCat: E39PBJf48BJGFjyKwyfyWk6tKd